# شاپرک‌خوارها
شاپرک‌خوارها (نام علمی: Setophaga) نام یک سرده از تیره چرخ‌ریسکیان است.